# Leucosyke bornensis
Leucosyke bornensis är en nässelväxtart som först beskrevs av Carl Ludwig von Blume, och fick sitt nu gällande namn av Friedrich Anton Wilhelm Miquel. Leucosyke bornensis ingår i släktet Leucosyke och familjen nässelväxter. Inga underarter finns listade i Catalogue of Life.